# Lista siturilor Natura 2000 din Danemarca
Lista siturilor Natura 2000 din Danemarca conține toate ariile naturale din această țară incluse în rețeaua europeană Natura 2000.
Această listă este generată cu date din Wikidata și este actualizată periodic de un robot.
 Editările făcute în listă vor fi șterse la următoarea actualizare!
| Imagine | Cod Natura 2000 | Articol                                                                        |
| ------- | --------------- | ------------------------------------------------------------------------------ |
|         | DK00FX009       | Nordre Rønner                                                                  |
|         | DK00EX130       | Hanstholm Reservatet, Nors Sø og Vandet Sø                                     |
|         | DK00EX132       | Hvidbjerg Å, Ove Sø og Ørum Sø                                                 |
|         | DK00EX135       | Kås Hoved                                                                      |
|         | DK00EX137       | Tjele Langsø og Vinge Møllebæk                                                 |
|         | DK00EX138       | Brandstrup Mose                                                                |
|         | DK00EX139       | Hald Ege, Stanghede og Dollerup Bakker                                         |
|         | DK00EX140       | Nipgård Sø                                                                     |
|         | DK00EX141       | Rosborg Sø                                                                     |
|         | DK00EX142       | Bredsgård Sø                                                                   |
|         | DK00EX143       | Mønsted og Daugbjerg Kalkgruber og Mønsted Ådal                                |
|         | DK00EX258       | Mågerodde og Karby Odde                                                        |
|         | DK00EX265       | Klitheder mellem Stenbjerg og Lodbjerg                                         |
|         | DK00EX266       | Lild Strand og Lild Strandkær                                                  |
|         | DK00EX268       | Korsø knude                                                                    |
|         | DK00EX283       | Hanstholmknuden                                                                |
|         | DK00EX284       | Risum Enge og Selde Vig                                                        |
|         | DK00EX287       | Kongenshus Hede                                                                |
|         | DK00EY012       | Løgstør Bredning, Livø, Feggesund og Skarrehage                                |
|         | DK00EY013       | Østlige Vejler                                                                 |
|         | DK00EY014       | Lovns Bredning                                                                 |
|         | DK00EY027       | Glomstrup Vig, Agerø, Munkholm og Katholm Odde, Lindholm og Rotholme           |
|         | DK00EY029       | Flyndersø og Skalle Sø                                                         |
|         | DK00EY124       | Løgstør Bredning, Vejlerne og Bulbjerg                                         |
|         | DK00EY133       | Agger Tange, Nissum Bredning, Skibsted Fjord og Agerø                          |
|         | DK00EY134       | Lovns Bredning, Hjarbæk Fjord og Skals, Simested og Nørre Ådal, Skravad Bæk    |
|         | DK00EY136       | Sønder Lem Vig og Geddal Strandenge                                            |
|         | DK00EY144       | Karup Å                                                                        |
|         | DK00EY145       | Hjelm Hede, Flyndersø og Stubbergård Sø                                        |
|         | DK00EY288       | Hessellund Hede                                                                |
|         | DK00FX001       | Ulvedybet og Nibe Bredning                                                     |
|         | DK00FX002       | Ålborg Bugt, nordlige del                                                      |
|         | DK00FX003       | Madum Sø                                                                       |
|         | DK00FX004       | Rold Skov                                                                      |
|         | DK00FX006       | Råbjerg og Tolshave Mose                                                       |
|         | DK00FX007       | Lille Vildmose                                                                 |
|         | DK00FX008       | Kysten fra Aggersund til Bygholm Vejle                                         |
|         | DK00FX010       | Strandenge på Læsø og havet syd herfor                                         |
|         | DK00FX011       | Hirsholmene                                                                    |
|         | DK00FX112       | Skagens Gren og Skagerak                                                       |
|         | DK00FX113       | Hirsholmene, havet vest herfor og Ellinge Å's udløb                            |
|         | DK00FX114       | Uggerby Klitplantage og Uggerby Å's udløb                                      |
|         | DK00FX115       | Kærsgård Strand, Vandplasken og Liver Å                                        |
|         | DK00FX116       | Rubjerg Knude og Lønstrup Klint                                                |
|         | DK00FX117       | Åsted Ådal                                                                     |
|         | DK00FX118       | Holtemmen, Højsande og Nordmarken                                              |
|         | DK00FX119       | Solsbæk                                                                        |
|         | DK00FX120       | Store Vildmose                                                                 |
|         | DK00FX121       | Svinkløv Klitplantage og Grønne Strand                                         |
|         | DK00FX122       | Ålborg Bugt, Randers Fjord og Mariager Fjord                                   |
|         | DK00FX123       | Nibe Bredning, Halkær Ådal og Sønderup Ådal                                    |
|         | DK00FX125       | Lille Vildmose, Tofte Skov og Høstemark Skov                                   |
|         | DK00FX126       | Rold Skov, Lindenborg Ådal og Madum Sø                                         |
|         | DK00FX127       | Lundby Hede, Oudrup Østerhede og Vindblæs Hede                                 |
|         | DK00FX128       | Kielstrup Sø                                                                   |
|         | DK00FX257       | Havet omkring Nordre Rønner                                                    |
|         | DK00FX274       | Ejstrup klit og Egvands Bakker                                                 |
|         | DK00FX295       | Navnsø med hede                                                                |
|         | DK00FX296       | Øster Lovnkær                                                                  |
|         | DK00FX312       | Tolne Bakker                                                                   |
|         | DK00FX313       | Tislum Møllebæk                                                                |
|         | DK00FX314       | Bangsbo Ådal og omliggende overdrevsområder                                    |
|         | DK00FX315       | Nymølle Bæk og Nejsum Hede                                                     |
|         | DK00FX316       | Hammer Bakker, østlig del                                                      |
|         | DK00FX317       | Lien med Underlien                                                             |
|         | DK00FX318       | Villestrup Ådal                                                                |
|         | DK00FX336       | Saltum Bjerge                                                                  |
|         | DK00FX342       | Jerup Hede, Råbjerg og Tolshave Mose                                           |
|         | DK00FX345       | Læsø, sydlige del                                                              |
|         | DK00FY015       | Randers og Mariager Fjorde og Ålborg Bugt, sydlige del                         |
|         | DK00VA170       | Mejl Flak                                                                      |
|         | DK00VA171       | Gilleleje Flak og Tragten                                                      |
|         | DK00VA200       | Stenrev sydøst for Langeland                                                   |
|         | DK00VA235       | Kirkegrund                                                                     |
|         | DK00VA247       | Kims Top og den Kinesiske Mur                                                  |
|         | DK00VA248       | Herthas Flak                                                                   |
|         | DK00VA249       | Læsø Trindel og Tønneberg Banke                                                |
|         | DK00VA250       | Store Middelgrund                                                              |
|         | DK00VA253       | Ryggen                                                                         |
|         | DK00VA254       | Flensborg Fjord, Bredgrund og farvandet omkring Als                            |
|         | DK00VA255       | Hatter Barn                                                                    |
|         | DK00VA256       | Broen                                                                          |
|         | DK00VA257       | Jyske Rev, Lillefiskerbanke                                                    |
|         | DK00VA258       | Store Rev                                                                      |
|         | DK00VA259       | Gule Rev                                                                       |
|         | DK00VA260       | Femern Bælt                                                                    |
|         | DK00VA261       | Adler Grund og Rønne Banke                                                     |
|         | DK00VA299       | Lysegrund                                                                      |
|         | DK00VA301       | Lønstrup Rødgrund                                                              |
|         | DK00VA302       | Knudegrund                                                                     |
|         | DK00VA303       | Schultz og Hastens Grund samt Briseis Flak                                     |
|         | DK00VA304       | Munkegrunde                                                                    |
|         | DK00VA305       | Stevns Rev                                                                     |
|         | DK00VA306       | Klinteskov kalkgrund                                                           |
|         | DK00VA307       | Bøchers Grund                                                                  |
|         | DK00VA308       | Davids Banke                                                                   |
|         | DK00VA309       | Hvideodde Rev                                                                  |
|         | DK00VA310       | Bakkebrædt og Bakkegrund                                                       |
|         | DK00VA330       | Ebbeløkke Rev                                                                  |
|         | DK00VA340       | Sandbanker ud for Thyborøn                                                     |
|         | DK002X110       | Saltholm og omliggende hav                                                     |
|         | DK002X111       | Vestamager og havet syd for                                                    |
|         | DK002X211       | Bøllemose                                                                      |
|         | DK002X212       | Øvre Mølleådal, Furesø og Frederiksdal Skov                                    |
|         | DK002X213       | Vasby Mose og Sengeløse Mose                                                   |
|         | DK002X214       | Brobæk Mose og Gentofte Sø                                                     |
|         | DK002X273       | Nedre Mølleådal                                                                |
|         | DK002X338       | Jægersborg Dyrehave                                                            |
|         | DK002Y109       | Furesø med Vaserne og Farum Sø                                                 |
|         | DK003X106       | Arresø, Ellemose og Lille Lyngby Mose                                          |
|         | DK003X107       | Jægerspris Nordskov                                                            |
|         | DK003X108       | Gribskov                                                                       |
|         | DK003X202       | Hesselø med omliggende stenrev                                                 |
|         | DK003X203       | Gilbjerg Hoved                                                                 |
|         | DK003X204       | Teglstrup Hegn og Hammermølle Skov                                             |
|         | DK003X205       | Gurre Sø                                                                       |
|         | DK003X206       | Rusland                                                                        |
|         | DK003X208       | Tisvilde Hegn og Melby Overdrev                                                |
|         | DK003X209       | Roskilde Fjord                                                                 |
|         | DK003X210       | Kattehale mose                                                                 |
|         | DK003X272       | Esrum Sø, Esrum Å og Snævret Skov                                              |
|         | DK003X297       | Jægerspris Skydeterræn                                                         |
|         | DK003X333       | Kyndby Kyst                                                                    |
|         | DK003X343       | Arresø                                                                         |
|         | DK004X103       | Gammel Havdrup Mose                                                            |
|         | DK004X104       | Ramsø Mose                                                                     |
|         | DK004X215       | Ejby Ådal og omliggende kystskrænter                                           |
|         | DK004X216       | Hejede Overdrev, Valborup Skov og Valsølille Sø                                |
|         | DK004X217       | Ølsemagle Strand og Staunings Ø                                                |
|         | DK004X218       | Køge Å                                                                         |
|         | DK004X219       | Tryggevælde Ådal                                                               |
|         | DK004X269       | Vallø Dyrehave                                                                 |
|         | DK004X334       | Ryegård Dyrehave, Bramsnæs og Garveriskov                                      |
|         | DK004Y105       | Roskilde Fjord, Kattinge Vig og Kattinge Sø                                    |
|         | DK004Y335       | Egernæs med holme og Fuglsø                                                    |
|         | DK005X094       | Sejerø Bugt og Nekselø                                                         |
|         | DK005X095       | Skælskør Nor, Skælskør Fjord og Gammelsø                                       |
|         | DK005X096       | Farvandet mellem Skælskør Fjord og Glænø                                       |
|         | DK005X097       | Hov Vig                                                                        |
|         | DK005X098       | Sprogø og Halsskov Rev                                                         |
|         | DK005X099       | Saltbæk Vig                                                                    |
|         | DK005X100       | Tissø, Åmose og Hallenslev Mose                                                |
|         | DK005X221       | Sejerø Bugt og Saltbæk Vig                                                     |
|         | DK005X222       | Udby Vig                                                                       |
|         | DK005X223       | Åmose, Tissø, Halleby Å og Flasken                                             |
|         | DK005X224       | Allindelille Fredskov                                                          |
|         | DK005X225       | Bagholt Mose                                                                   |
|         | DK005X226       | Store Åmose, Skarresø og Bregninge Å                                           |
|         | DK005X227       | Nordlige del af Sorø Sønderskov                                                |
|         | DK005X228       | Sø Torup Sø og Ulse Sø                                                         |
|         | DK005X276       | Røsnæs, Røsnæs Rev og Kalundborg Fjord                                         |
|         | DK005X331       | Bjergene, Diesebjerg og Bollinge Bakke                                         |
|         | DK005Y101       | Søer ved Bregentved og Gisselfeld                                              |
|         | DK005Y102       | Havet mellem Korshage og Hundested                                             |
|         | DK005Y220       | Havet og kysten mellem Hundested og Rørvig                                     |
|         | DK005Y229       | Skælskør Fjord og havet og kysten mellem Agersø og Glænø                       |
|         | DK006X081       | Karrebæk, Dybsø og Avnø Fjorde                                                 |
|         | DK006X082       | Bøtø Nor                                                                       |
|         | DK006X083       | Kyststrækningen v. Hyllekrog-Rødsand                                           |
|         | DK006X084       | Ulvsund, Grønsund og Farø Fjord                                                |
|         | DK006X085       | Smålandshavet nord for Lolland                                                 |
|         | DK006X086       | Guldborgsund                                                                   |
|         | DK006X087       | Maribosøerne                                                                   |
|         | DK006X088       | Nakskov Fjord og Inderfjord                                                    |
|         | DK006X089       | Præstø Fjord, Ulvshale, Nyord og Jungshoved Nor                                |
|         | DK006X090       | Klinteskoven                                                                   |
|         | DK006X092       | Skovene ved Vemmetofte                                                         |
|         | DK006X230       | Skove ved Vemmetofte                                                           |
|         | DK006X232       | Rådmandshave                                                                   |
|         | DK006X233       | Havet og kysten mellem Præstø Fjord og Grønsund                                |
|         | DK006X234       | Havet og kysten mellem Karrebæk Fjord og Knudshoved Odde                       |
|         | DK006X237       | Lekkende Dyrehave                                                              |
|         | DK006X238       | Smålandsfarvandet nord for Lolland, Guldborg Sund, Bøtø Nor, Hyllekrog-Rødsand |
|         | DK006X239       | Horreby Lyng                                                                   |
|         | DK006X240       | Krenkerup Haveskov                                                             |
|         | DK006X241       | Halsted Kloster Dyrehave                                                       |
|         | DK006X242       | Nakskov Fjord                                                                  |
|         | DK006X260       | Stege Nor                                                                      |
|         | DK006X261       | Oreby skov                                                                     |
|         | DK006X264       | Holtug Kridtbrud                                                               |
|         | DK006X278       | Maltrup Skov                                                                   |
|         | DK006X279       | Busemarke Mose og Råby Sø                                                      |
|         | DK006X339       | Listrup Lyng                                                                   |
|         | DK006Y091       | Holmegårds Mose og Porsmose                                                    |
|         | DK006Y093       | Tystrup-Bavelse Sø                                                             |
|         | DK006Y231       | Holmegårds Mose                                                                |
|         | DK006Y275       | Suså med Tystrup-Bavelse Sø og Slagmosen                                       |
|         | DK007X079       | Ertholmene                                                                     |
|         | DK007X080       | Almindingen, Ølene og Paradisbakkerne                                          |
|         | DK007X243       | Hammeren og Slotslyngen                                                        |
|         | DK007X244       | Gyldenså                                                                       |
|         | DK007X245       | Kystskrænter ved Arnager Bugt                                                  |
|         | DK007X246       | Dueodde                                                                        |
|         | DK007X298       | Spællinge Ådal, Døndal og Helligdomsklipperne                                  |
|         | DK007X311       | Randkløve Skår                                                                 |
|         | DK008X047       | Lillebælt                                                                      |
|         | DK008X071       | Sydfynske Øhav                                                                 |
|         | DK008X072       | Marstal Bugt og den sydlige del af Langeland                                   |
|         | DK008X073       | Vresen og havet mellem Fyn og Langeland                                        |
|         | DK008X074       | Skove ved Brahetrolleborg                                                      |
|         | DK008X075       | Odense Fjord                                                                   |
|         | DK008X076       | Æbelø og kysten ved Nærå                                                       |
|         | DK008X077       | Romsø og sydkysten af Hindsholm                                                |
|         | DK008X078       | Arreskov Sø                                                                    |
|         | DK008X183       | Fyns Hoved, Lillegrund og Lillestrand                                          |
|         | DK008X184       | Æbelø, havet syd for og Nærå                                                   |
|         | DK008X185       | Havet mellem Romsø og Hindsholm samt Romsø                                     |
|         | DK008X186       | Røjle Klint og Kasmose skov                                                    |
|         | DK008X187       | Urup Dam, Brabæk Mose, Birkende Mose og Illemose                               |
|         | DK008X188       | Odense Å med Hågerup Å, Sallinge Å og Lindved Å                                |
|         | DK008X189       | Østerø Sø                                                                      |
|         | DK008X190       | Vresen                                                                         |
|         | DK008X191       | Kajbjerg Skov                                                                  |
|         | DK008X192       | Søer ved Tårup og Klintholm                                                    |
|         | DK008X193       | Storelung                                                                      |
|         | DK008X194       | Skove og søer syd for Brahetrolleborg                                          |
|         | DK008X196       | Store Øresø, Sortesø og Iglesø                                                 |
|         | DK008X197       | Bøjden Nor                                                                     |
|         | DK008X198       | Maden på Helnæs og havet vest for                                              |
|         | DK008X199       | Vestlige del af Avernakø                                                       |
|         | DK008X327       | Svanninge Bakker                                                               |
|         | DK008X328       | Rødme Svinehaver                                                               |
|         | DK008X329       | Thurø Rev                                                                      |
|         | DK009X058       | Hostrup Sø, Assenholm Mose og Felsted Vestermark                               |
|         | DK009X059       | Pamhule skov og Stevning Dam                                                   |
|         | DK009X060       | Vidåen, Tøndermarsken og Saltvandssøen                                         |
|         | DK009X061       | Kongens Mose og Draved Skov                                                    |
|         | DK009X062       | Tinglev Sø og Mose, Ulvemose og Terkelsbøl Mose                                |
|         | DK009X063       | Sønder Ådal                                                                    |
|         | DK009X064       | Flensborg Fjord og Nybøl Nor                                                   |
|         | DK009X065       | Rømø                                                                           |
|         | DK009X066       | Lindet Skov, Hønning Mose og Plantage, Lovdrup Skov og Skrøp                   |
|         | DK009X067       | Ballum og Husum Enge og Kamper Strandenge                                      |
|         | DK009X068       | Rinkenæs Skov, Dyrehaven og Rode Skov                                          |
|         | DK009X069       | Kogsbøl og Skast Mose                                                          |
|         | DK009X179       | Lindet skov, Hønning Mose, Hønning Plantage og Lovrup Skov                     |
|         | DK00EX023       | Agger Tange                                                                    |
|         | DK00EX019       | Lønnerup Fjord                                                                 |
|         | DK00CX028       | Nissum Bredning                                                                |
|         | DK00CX278       | Husby klit                                                                     |
|         | DK009X346       | Brede Å                                                                        |
|         | DK009X180       | Bolderslev Skov og Uge Skov                                                    |
|         | DK009X181       | Sølsted Mose                                                                   |
|         | DK009X182       | Vidå med tilløb, Rudbøl Sø og Magisterkogen                                    |
|         | DK009X271       | Lilleskov og Troldsmose                                                        |
|         | DK009X280       | Augustenborg Skov                                                              |
|         | DK009X281       | Mandbjerg Skov                                                                 |
|         | DK00AX048       | Hedeområder ved Store Råbjerg                                                  |
|         | DK00AX049       | Engarealer ved Ho Bugt                                                         |
|         | DK00AX050       | Kallesmærsk Hede og Grærup Langsø                                              |
|         | DK00AX051       | Ribe Holme og enge med Kongeåens udløb                                         |
|         | DK00AX052       | Mandø                                                                          |
|         | DK00AX053       | Fanø                                                                           |
|         | DK00AX054       | Vejen Mose                                                                     |
|         | DK00AX055       | Skallingen og Langli                                                           |
|         | DK00AX056       | Fiilsø                                                                         |
|         | DK00AX172       | Blåbjerg Egekrat, Lyngbos Hede og Hennegårds Klitter                           |
|         | DK00AX173       | Kallesmærsk Hede, Grærup Langsø, Fiilsø og Kærgård Klitplantage                |
|         | DK00AX174       | Nørrebæk ved Tvilho                                                            |
|         | DK00AX175       | Nørholm Hede, Nørholm Skov og Varde Å øst for Varde                            |
|         | DK00AX177       | Sneum Å og Holsted Ådal                                                        |
|         | DK00AX178       | Kongeå                                                                         |
|         | DK00AX291       | Alslev Ådal                                                                    |
|         | DK00AY057       | Vadehavet                                                                      |
|         | DK00AY176       | Vadehavet med Ribe Å, Tved Å og Varde Å vest for Varde                         |
|         | DK00BX044       | Uldum Kær, Tørring Kær og Ølholm Kær                                           |
|         | DK00BX045       | Skovområde ved Vejle Fjord                                                     |
|         | DK00BX166       | Store Vandskel, Rørbæk Sø og Tinnet Krat                                       |
|         | DK00BX167       | Skove langs nordsiden af Vejle Fjord                                           |
|         | DK00BX168       | Munkebjerg Strandskov                                                          |
|         | DK00BX169       | Højen Bæk                                                                      |
|         | DK00BX170       | Øvre Grejs Ådal                                                                |
|         | DK00BX289       | Ringive Kommuneplantage                                                        |
|         | DK00BX290       | Egtved Ådal                                                                    |
|         | DK00BX293       | Holtum Ådal, øvre del                                                          |
|         | DK00BX337       | Svanemose                                                                      |
|         | DK00BY046       | Randbøl Hede                                                                   |
|         | DK00BY165       | Harrild Hede, Ulvemosen og heder i Nørlund Plantage                            |
|         | DK00BY171       | Randbøl Hede og klitter i Frederikshåb Plantage                                |
|         | DK00CX037       | Borris Hede                                                                    |
|         | DK00CX038       | Nissum Fjord                                                                   |
|         | DK00CX042       | Sønder Feldborg Plantage                                                       |
|         | DK00CX043       | Ringkøbing Fjord                                                               |
|         | DK00CX158       | Skånsø og Tranemose                                                            |
|         | DK00CX159       | Heder og klitter på Skovbjerg Bakkeø                                           |
|         | DK00CX161       | Stadil Fjord og Vest Stadil Fjord                                              |
|         | DK00CX162       | Skjern Å                                                                       |
|         | DK00CX164       | Mose ved Karstoft Å                                                            |
|         | DK00CX259       | Kimmelkær Landkanal                                                            |
|         | DK00CX270       | Husby Sø og Nørresø                                                            |
|         | DK00CX277       | Lønborg Hede                                                                   |
|         | DK00CX285       | Flynder Å og heder i Klosterhede Plantage                                      |
|         | DK00CX286       | Idom Å og Ormstrup Hede                                                        |
|         | DK00CX292       | Ovstrup Hede med Røjen Bæk                                                     |
|         | DK00CY039       | Harboøre Tange, Plet Enge og Gjeller Sø                                        |
|         | DK00CY040       | Venø, Venø Sund                                                                |
|         | DK00CY157       | Skørsø                                                                         |
|         | DK00CY163       | Ringkøbing Fjord og Nymindestrømmen                                            |
|         | DK00DX030       | Kysing Fjord                                                                   |
|         | DK00DX031       | Stavns Fjord                                                                   |
|         | DK00FX005       | Råbjerg Mile og Hulsig Hede                                                    |
|         | DK003X279       | Kongens Lyng                                                                   |
|         | DK00BX326       | Bygholm Ådal                                                                   |
|         | DK009X070       | Frøslev Mose                                                                   |
|         | DK00DX032       | Farvandet nord for Anholt                                                      |
|         | DK00DX146       | Anholt og havet nord for                                                       |
|         | DK00DX147       | Eldrup Skov og søer og moser i Løvenholm Skov                                  |
|         | DK00DX148       | Stubbe Sø                                                                      |
|         | DK00DX150       | Tved Kær                                                                       |
|         | DK00DX151       | Begtrup Vig og kystområder ved Helgenæs                                        |
|         | DK00DX155       | Stavns Fjord, Samsø Østerflak og Nordby Hede                                   |
|         | DK00DX263       | Nordby Bakker                                                                  |
|         | DK00DX300       | Mols Bjerge med kystvande                                                      |
|         | DK00DX319       | Kastbjerg Ådal                                                                 |
|         | DK00DX320       | Bjerre Skov og Haslund Skov                                                    |
|         | DK00DX321       | Kaløskovene og Kaløvig                                                         |
|         | DK00DX322       | Kobberhage kystarealer                                                         |
|         | DK00DX323       | Lillering Skov, Stjær Skov, Tåstrup Sø og Tåstrup Mose                         |
|         | DK00DX324       | Brabrand Sø med omgivelser                                                     |
|         | DK00DX325       | Giber Å, Enemærket og Skåde Havbakker                                          |
|         | DK00DY033       | Salten Langsø                                                                  |
|         | DK00DY035       | Mossø                                                                          |
|         | DK00DY036       | Horsens Fjord og Endelave                                                      |
|         | DK00DY149       | Gudenå og Gjern Bakker                                                         |
|         | DK00DY154       | Yding Skov og Ejer Skov                                                        |
|         | DK00DY156       | Horsens Fjord, havet øst for og Endelave                                       |
|         | DK00DY262       | Silkeborgskovene                                                               |
|         | DK00DY294       | Stenholt Skov og Stenholt Mose                                                 |
|         | DK00DY152       | Salten Å, Salten Langsø, Mossø og søer syd for Salten Langsø og dele af Gudenå |
|         | DK00DZ034       | Skovområde syd for Silkeborg                                                   |
|         | DK00DZ153       | Sepstrup Sande, Vrads Sande, Velling Skov og Palsgård Skov                     |
|         | DK00EX016       | Tjele Langsø                                                                   |
|         | DK00EX017       | Ålvand Klithede og Førby Sø                                                    |
|         | DK00EX020       | Vestlige Vejler, Arup Holm og Hovsør Røn                                       |
|         | DK00EX021       | Ovesø                                                                          |
|         | DK00EX022       | Hanstholm Reservatet                                                           |
|         | DK00EX024       | Hjarbæk Fjord og Simested Fjord                                                |
|         | DK00EX025       | Vangså Hede                                                                    |
|         | DK00EX026       | Dråby Vig                                                                      |
|         | DK00EX129       | Vullum Sø                                                                      |
|         | DK00VA341       | Sandbanker ud for Thorsminde                                                   |
|         | DK00VA344       | Ålborg Bugt, østlige del                                                       |
|         | DK00VA347       | Sydlige Nordsø                                                                 |
|         | DK00VA348       | Thyborøn Stenvolde                                                             |